# Lê Văn Trung
Lê Văn Trung (wiet. 黎文忠; ur. 1876 zm. 19 grudnia 1934) – mandaryn, członek Tajnej Rady Kolonialnej, pierwszy papież (giáo tông) Tây Ninh, głównego wyznania w obrębie kaodaizmu, w latach 1926–1934.